# Parafia św. Wojciecha w Bobowie
Parafia Świętego Wojciecha w Bobowie – rzymskokatolicka parafia w Bobowie. Należy do dekanatu pelplińskiego diecezji pelplińskiej. Erygowana w XIII wieku.